# Carlos de Amésquita
Carlos de Amésquita (Amezqueta o Amezketa, i també Carlos de Amézola) va ser un oficial naval espanyol del segle xvi.
El 2 d'agost de 1595, durant la Guerra angloespanyola (1585), quatre galeres espanyoles se separen de la Guàrdia Costanera de Bretanya i al comandament de Amésquita, van desembarcar a Mount's Bay, Cornualla, en la batalla de Cornualla. Amésquita i diversos centenars d'arcabussers espanyols van cremar un poble anomenat Mousehole («Ratera»), van tornar a bord, navegar dues milles més, i després capturar i cremar un fort a Penzance. Aquí es van celebrar una missa i van tornar a Bretanya, aconseguint evitar el contraatac de la flota anglesa, sota el comandament de Francis Drake i John Hawkins. De retorn van atacar una flota mercant holandesa enfonsant un dels vaixells enemics, però perdent una de les galeres i 140 homes.
L'expedició de Amésquita va ser una de les poques vegades en què soldats espanyols han desembarcat a Gran Bretanya (però no l'única).